# Jakub Stolarczyk
Jakub Stolarczyk (ur. 19 grudnia 2000 roku w Kielcach) – polski piłkarz, występujący na pozycji bramkarza w angielskim klubie Leicester City. Były reprezentant Polski U-18, U-19 oraz U-21. 

## Kariera klubowa

### Początki
Jakub Stolarczyk zaczynał karierę juniorską w polskim zespole UKS Chęciny z którego się przeniósł do Piasta Chęciny w 2015 roku. W Piaście zagrał 10 spotkań. W 2017 roku został pozyskany przez angielski klub Leicester City, w którym występował w młodzieżowych drużynach U-18 oraz U-21.

#### Wypożyczenie do Dunfermline Athletic
31 stycznia 2022 roku Jakub Stolarczyk został wypożyczony do szkockiego klubu Dunfermline Athletic. Pierwszy mecz z jedenastu w ich barwach Jakub rozegrał 5 lutego 2022 roku w ramach drugiej ligi szkockiej z Ayr United. Spotkanie zakończyło się wynikiem 1:1 a Stolarczyk zagrał całe spotkanie.

#### Wypożyczenie do Fleetwood Town
15 sierpnia 2022 roku Jakub został wypożyczony do angielskiej drużyny Fleetwood Town na czas trwania sezonu jednak 13 stycznia 2023 roku (czyli w połowie sezonu) Stolarczyk został cofnięty do Leicester City. Powodem takiej decyzji był brak odpowiedniej ilości rozegranych minut w Fleetwood.

#### Wypożyczenie do Hartlepool United
Po powrocie z wypożyczenia do Fleetwood Jakub Stolarczyk został wypożyczony do angielskiego zespołu Hartlepool United dokładnie 23 stycznia 2023 roku. Został tam wypożyczony do końca sezonu 2022-23. Jakub w zespole Hartlepool zadebiutował 4 lutego 2023 roku w meczu czwartej ligi angielskiej przeciwko Doncaster Rovers. Mecz ten zakończył się wynikiem 1:0 dla zespołu Polaka, a sam Stolarczyk zagrał pełne 90. minut.

### Leicester City
1 lipca 2023 roku powrócił do Leicester City i został włączony do seniorskiej drużyny w której zadebiutował 9 sierpnia 2023 roku w meczu pierwszej rundy Pucharu Ligi Angielskiej przeciwko Burton Albion. Jakub zachował czyste konto oraz zagrał cały mecz, który zakończył się wynikiem 2:0 dla Leicester City. Z kolei pierwszy mecz w lidze dla Leicester Stolarczyk zagrał trzy dni później czyli 12 sierpnia 2023 roku w meczu drugiej ligi angielskiej z Huddersfield Town, który zakończył się wynikiem 1:0 dla Lisów, a Jakub Stolarczyk rozegrał pełny mecz. Zwycięskiego gola w tym meczu strzelił Stephy Mavididi. 26 grudnia zadebiutował w Premier League w meczu z Liverpoolem, który zakończył się wynikiem 3:1 dla Liverpoolu.

## Kariera reprezentacyjna[10]
Jakub Stolarczyk jest byłym reprezentantem Polski U-18, U-19 oraz U-21.

### Reprezentacja Polski U-18
9 listopada 2017 roku Jakub zadebiutował w reprezentacji Polski U-18 w wygranym 1:0 meczu z reprezentacją Austrii U-18. Rozegrał 90. minut.

### Reprezentacja Polski U-19
7 września 2018 roku Stolarczyk zadebiutował w reprezentacji Polski U-19. Był to przegrany 1:3 mecz z reprezentacją Szkocji U-19. Jakub rozegrał całe spotkanie.

### Reprezentacja Polski U-21
29 marca 2021 roku Jakub Stolarczyk zaliczył debiut w reprezentacji Polski U-21 w przegranym 0:2 meczu z reprezentacją Austrii U-21. Rozegrał pełny mecz.